# Carrer Pare Antoni Soler, 7-9 i 11-13
El conjunt del carrer Pare Antoni Soler, 7-9 i 11-13 d'Olot (Garrotxa).

## Descripció
Conjunt d'una filera d'edificacions amb les mateixes característiques compositives i formals que en el seu origen, enretirades respecte de l'alineació del carrer, amb jardí davanter i tanca. Són construccions característiques de l'estètica classicista del segle xix. Posteriorment amb les activitats comercials situades a la part davantera s'ocuparen els jardins de les finques 7 i 9, desvirtuant el conjunt. També s'ocuparen amb construccions auxiliars part dels jardins a les finques 11 i 13 tapant en part la façana principal.